# Torneo Interbritannico 1905
Il Torneo Interbritannico 1905 fu la ventiduesima edizione del torneo di calcio conteso tra le Home Nations dell'arcipelago britannico. Il torneo fu vinto dall'Inghilterra.

## Risultati
| Data             | Luogo         | Squadra 1   | Risultato | Squadra 2 |
| ---------------- | ------------- | ----------- | --------- | --------- |
| 25 febbraio 1905 | Middlesbrough | Inghilterra | 1 - 1     | Irlanda   |
| 6 marzo 1905     | Wrexham       | Galles      | 3 - 1     | Scozia    |
| 18 marzo 1905    | Glasgow       | Scozia      | 4 - 0     | Irlanda   |
| 27 marzo 1905    | Liverpool     | Inghilterra | 3 - 1     | Galles    |
| 1º aprile 1905   | Londra        | Inghilterra | 1 - 0     | Scozia    |
| 8 aprile 1905    | Belfast       | Irlanda     | 2 - 2     | Galles    |

## Classifica
| Pos | Squadra     | Pti | G | V | N | P | GF | GS |
| --- | ----------- | --- | - | - | - | - | -- | -- |
| 1   | Inghilterra | 5   | 3 | 2 | 1 | 0 | 5  | 2  |
| 2   | Galles      | 3   | 3 | 1 | 1 | 1 | 6  | 6  |
| 3   | Scozia      | 2   | 3 | 1 | 0 | 2 | 5  | 4  |
| 3   | Irlanda     | 2   | 3 | 0 | 2 | 1 | 3  | 7  |